# Башовце
Башовце (слч. Bašovce) насељено је мјесто са административним статусом сеоске општине (слч. obec) у округу Пјештјани, у Трнавском крају, Словачка Република.

## Становништво
| Година:    | 1994. | 2004.   | 2014.   | 2024.   |
| ---------- | ----- | ------- | ------- | ------- |
| Број људи: | 365   | 348     | 346     | 336     |
| Разлика:   |       | -4,65 % | -0,57 % | -2,89 % |

| Година:    | 2023. | 2024.   |
| ---------- | ----- | ------- |
| Број људи: | 331   | 336     |
| Разлика:   |       | +1,51 % |

Према подацима о броју становника из 2024. године насеље је имало 336 становника.